# Limitless (yacht)
M/Y Limitless är en superyacht tillverkad av Lürssen i Bremen i Tyskland. Hon levererades 1997 till sin ägare Les Wexner, en amerikansk miljardär. Superyachten designades exteriört av Jon Bannenberg medan François Catroux designade interiören. Limitless är 96,25 meter lång och har en kapacitet på 12 passagerare fördelat på sex hytter. Den har en besättning på 20 besättningsmän.
Den rapporteras att ha kostat $100 miljoner att bygga.

## Galleri

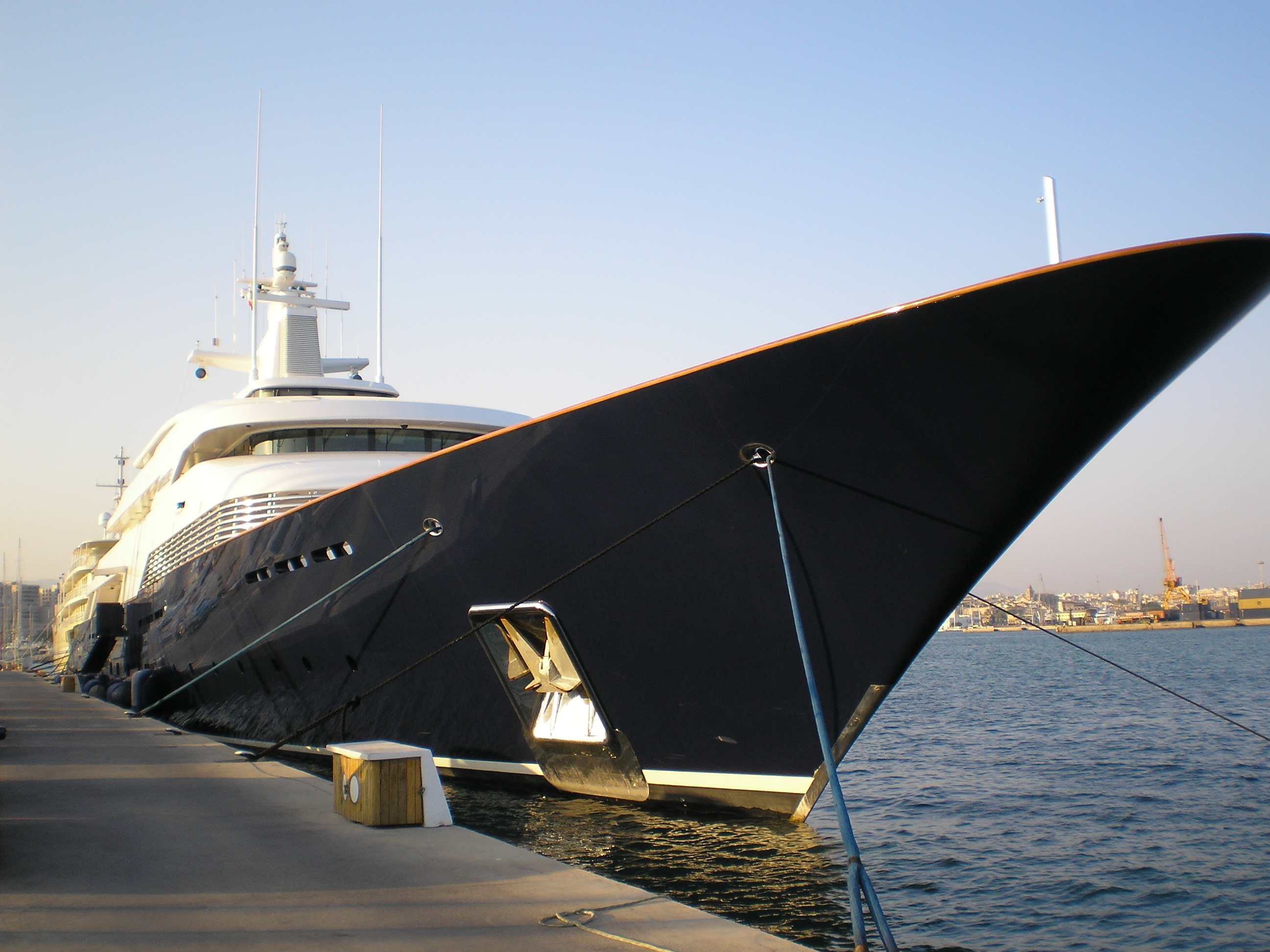
Limitless i Mallorca, 2006.
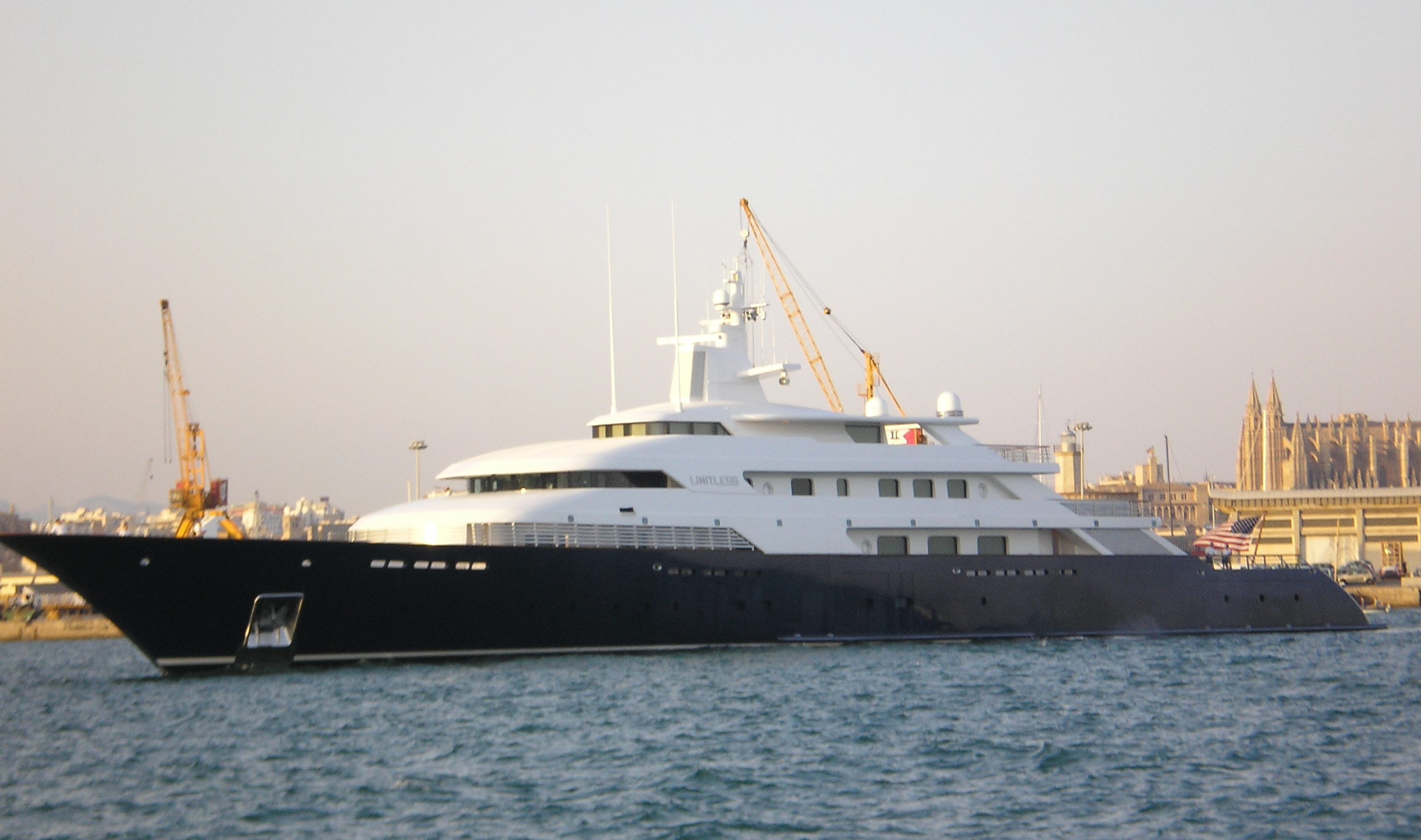
Limitless i Mallorca, 2006.